# 上庸長闕
上庸長闕位於四川省綿陽專區德陽縣黃許鎮蒋家坪（原德陽縣靈龕鎮），題『故上庸長司馬孟台神道碑』凡十一字。當地人稱為『高碑』。
1956年8月16日公佈為四川省第一批歷史及革命文物保護單位。清光緒年間培修。1980年7月7日列為四川省重新確定公布的第一批省級文物保護單位。